# NGC 1662
NGC 1662 је расејано звездано јато у сазвежђу Орион које се налази на NGC листи објеката дубоког неба.
Деклинација објекта је + 10° 55' 48" а ректасцензија 4h 48m 27,0s. Привидна величина (магнитуда) објекта NGC 1662 износи 6,4. NGC 1662 је још познат и под ознакама OCL 470.